# Prison de l’Abbaye

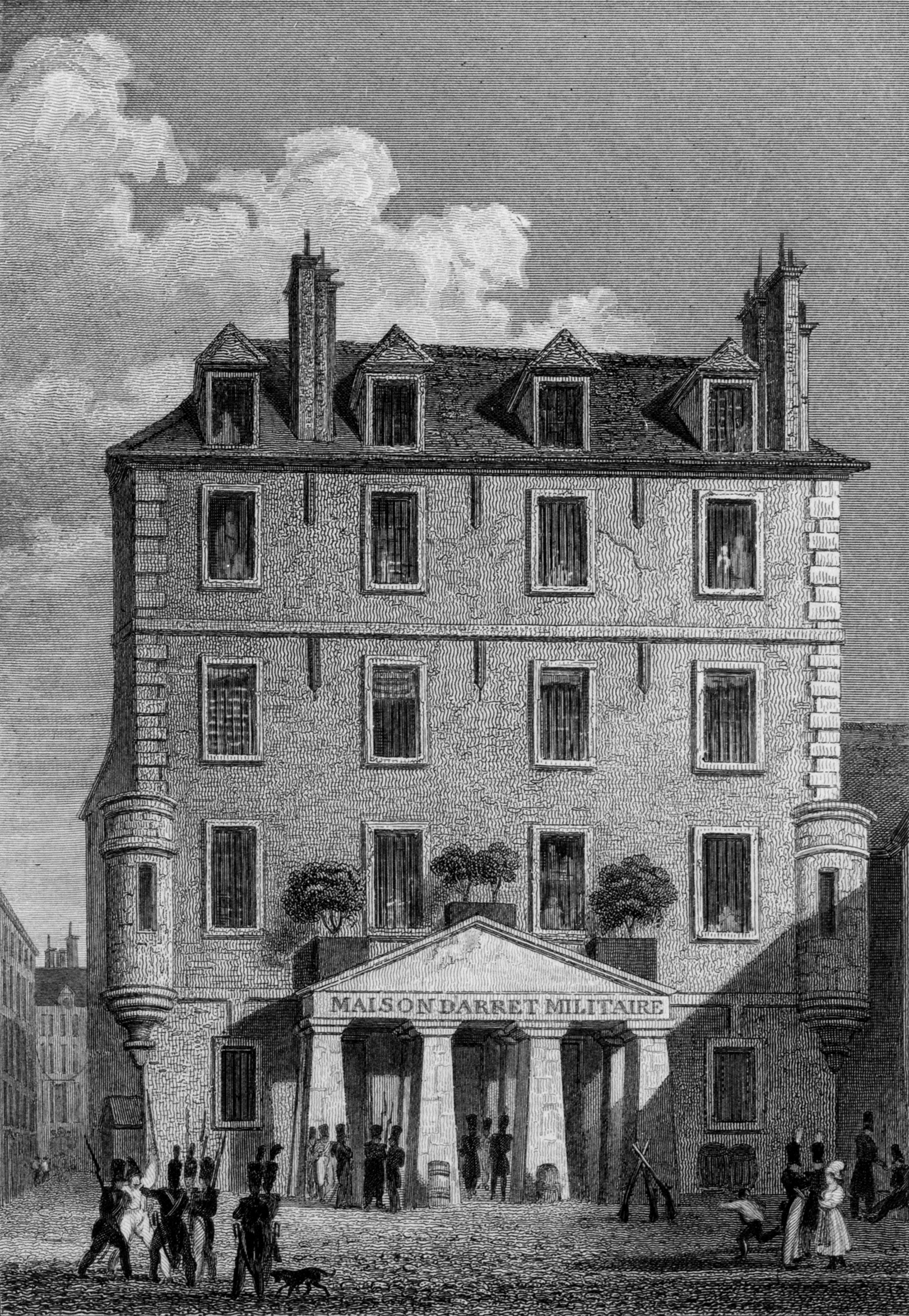
Das Prison de l’Abbaye 1831.

Das Prison de l’Abbaye war ein sogenanntes Staatsgefängnis (Prison d’État) in Paris, das von 1522 bis 1854 genutzt wurde.
Der ursprüngliche Bau bestand aus einem Erdgeschoss und zwei darüberliegenden Etagen und war an den Ecken von Scharwachttürmen flankiert. Im Jahre 1631 wurde es von Gamard umgebaut und erweitert.
In dem Gebäude fand eine der blutigsten Episoden der Französischen Revolution statt.
Eine der prominenten Insassinnen war Madame Roland, Ehefrau des girondistischen Innenministers Jean-Marie Roland de La Platière. Sie wurde 1793 während des Aufstandes der Sansculotten hier arrestiert, bevor man sie in das Gefängnis von Sainte-Pélagie überführte.

## Geschichte
Die ursprüngliche, als Teil der Abtei Saint-Germain-des-Prés errichtete Gebäude geht auf eine Gründung von Childebert I. zurück, der sie der Sage nach auf dem Standort eines Tempels der Isis (oder der Ceres) errichten ließ. Gewidmet wurde sie dem Heiligen Kreuz und dem Vincent von Saragossa, der später als Bischof von Paris den Namen Germanus von Paris annahm.
In der Basilika von Saint-Germain (zu dieser Zeit noch « Saint-Denis des Mérovingiens »), wurde unter anderen Childebert I. begraben. Diese, mit der Geschichte der Könige von Frankreich stark verbunden, hat einen besonderen symbolischen Wert, da in ihr 1792 ein Teil der Septembermassaker begangen wurden.
In der Abtei gab es auch einen Pranger, der noch bis im 16. Jahrhundert genutzt wurde. Im Jahre 1631 wurde er entfernt und hier ein Militärgefängnis eingerichtet. Dazu erfolgte auch die Vergrößerung des Gebäudes.
Am 30. Juni 1789 wurde das Gefängnis von einer Menschenmenge überfallen, um die dort einsitzenden Angehörigen des Régiment des Gardes françaises zu befreien, die man arrestiert hatte, weil sie am 1. Juni den Gehorsam verweigert hatten.
Zu Beginn der Revolution wurde das Gefängnis zu einem tragischen und blutgetränkten Ort. Im September 1792 wurde hier eine große Anzahl von Gefangenen, einschließlich einiger Geistlicher massakriert.
Darunter waren auch der ehemalige Außenminister unter Ludwig XVI., Armand Marc de Montmorin Saint-Hérem, Charles François de Virot de Sombreuil und der Abbé Alexandre Lanfant, Prediger bei Kaiser Joseph II. und König Ludwig XVI.

## Septembermassaker

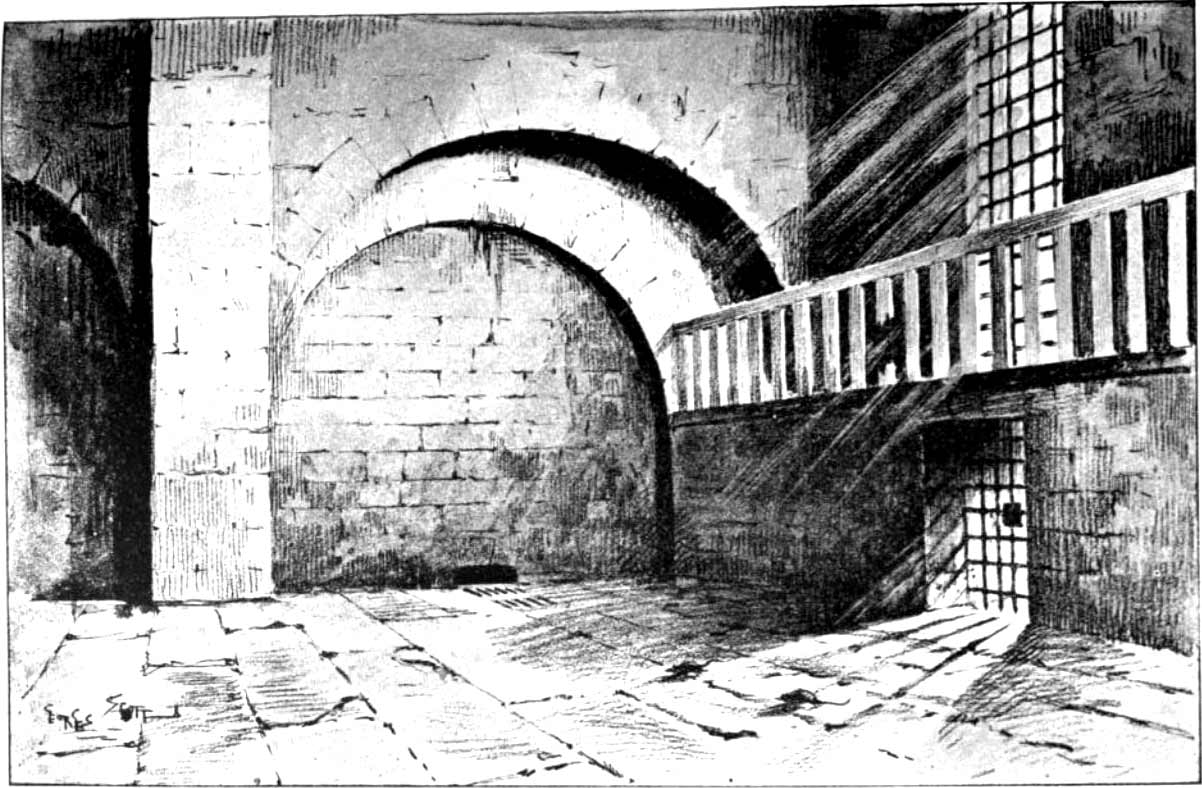
Kapelle der Abtei 1793

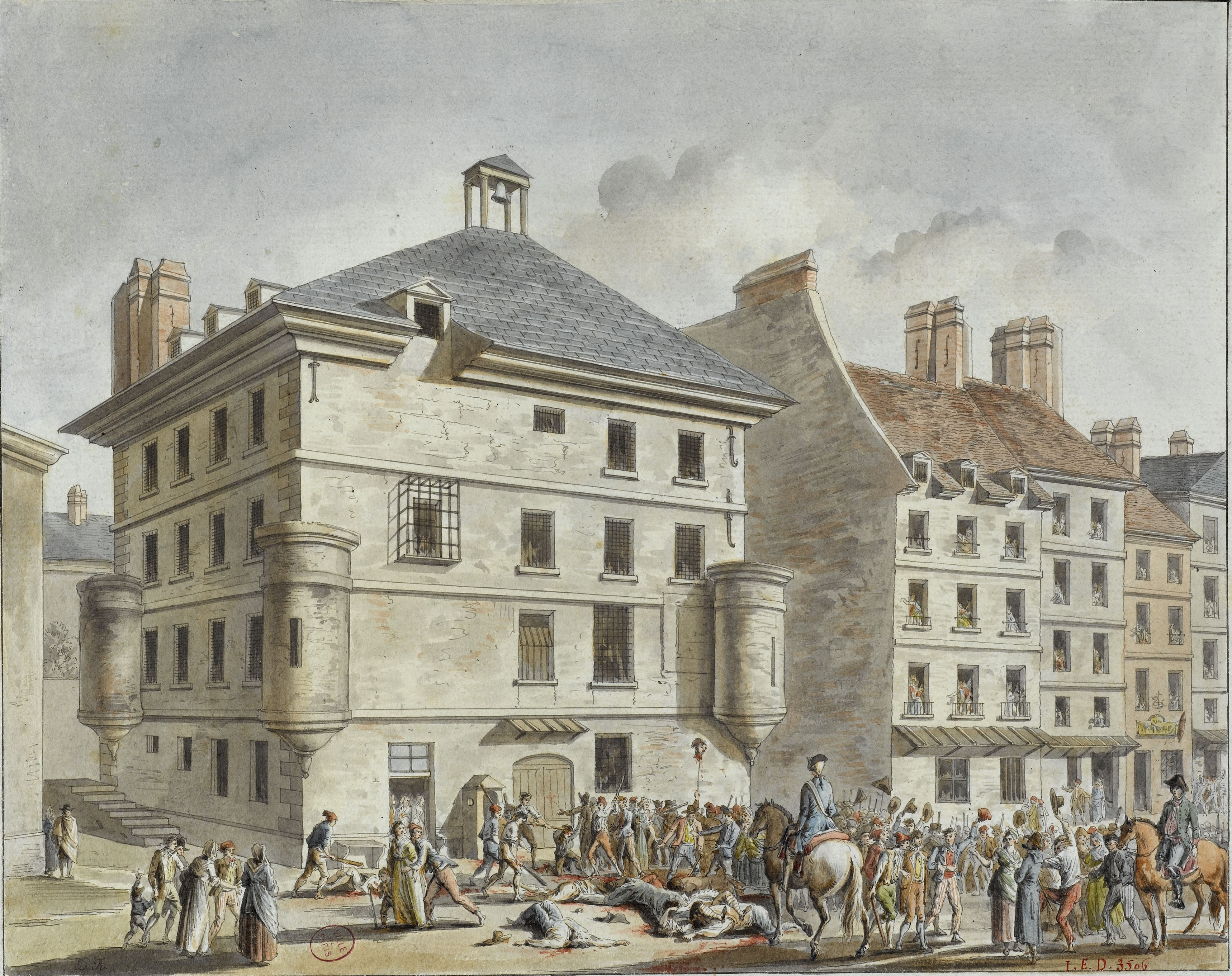
Das Massaker vom 2. bis 7. September 1792

Während der Revolution wurden viele Personen aller Herkunft der Opposition gegen das herrschende Regime, welches die Monarchie abschaffen wollte, angeklagt.
Die Ereignisse des 2. bis 7. September 1792 sind im Einzelnen nicht genau zu analysieren, da sie nur auf den Erzählungen der Teilnehmenden beruhen. Fest steht nur, dass eine Gruppe von Fanatikern unter der Führung von Stanislas-Marie Maillard (genannt Tape dur und selbsternannter „Präsident des provisorischen Tribunal im Prison de l’Abbaye“) in das Gefängnis eingedrungen ist und zunächst 164 Gefangene, davon 18 Priester niedergemetzelt hat.
Alle Gefängnisse in Paris, so wie das Prison de l’Abbaye oder das benachbarte Prison des Carmes waren während der Septembermassaker ganz besondere Orte der Schande. Im „Prison de l’Abbaye“ wurden mehr als 300 Personen von etwa 50 Wahnsinnigen getötet, die von Stanislas-Marie Maillard angeführt wurden.
In der Abtei hatte man aus dem Massaker ein Schauspiel gemacht. Man hatte Kleidung in der Mitte des Hofes aufgestapelt, um daraus eine Art Matratze zu machen.
Das Opfer, das durch die Tür in diese Art der Arena gebracht wurde, wurde auf der blutdurchtränkten „Matratze“ durch Säbelhiebe getötet. Die Zuschauer interessierten sich für die Art, wie jeder lief, schrie und fiel. Man kommentierte, wer von den Opfern Mut oder Feigheit zeigte. Vor allem die Frauen hatten ein großes Vergnügen an der Sache. Hatten sie erst einmal ihre Abscheu überwunden, wurden sie furchtbare, unersättliche Zuschauerinnen, furchtbar in ihrer Lust und Neugier. Die Meuchelmörder hatten für die männlichen und weiblichen Zuschauer sogar Bänke aufstellen lassen.

## Abbruch
Das „Prison de l’Abbaye“ war noch bis 1854 Militärgefängnis und wurde dann im Zuge der Anlegung des Boulevard Saint-Germain während der baulichen Veränderungen in Paris durch den Baron Haussmann abgebrochen.